# Allopodagrion brachyurum
Allopodagrion brachyurum – gatunek ważki z rodziny Megapodagrionidae. Występuje w Ameryce Południowej; stwierdzony w południowej Brazylii i skrajnie północno-wschodniej Argentynie (prowincja Misiones).